# Geboren in Queens
Geboren in Queens (Originaltitel: Queens Logic) ist eine US-amerikanische Filmkomödie aus dem Jahr 1991. Regie führte Steve Rash, in den Hauptrollen agieren Kevin Bacon, Linda Fiorentino, John Malkovich und Joe Mantegna. 

## Handlung
Am Filmanfang sieht man einen Jungen, der auf einem Seil auf eine Bahnbrücke klettert. Seine Freunde stehen auf dem Boden und schauen zu.
Patricia und Ray wollen heiraten; die bevorstehende Hochzeit soll in einem Park in der Nähe der Bahnbrücke in Queens stattfinden. Die Hochzeitsfeier versammelt eine Gruppe alter Freunde. Dazu gehört der erfolglose Musiker Dennis, der gerade aus Los Angeles zurückkehrte. Vinny ist ein Schauspieler.
Eliot und Al sind Fischverkäufer. Al ist mit Carla verheiratet, versucht jedoch, andere Frauen anzubaggern. Carla ist eines Tages wütend, demoliert die Wohnung und verlässt ihn.
Ray, ein Maler, hat Zweifel, ob er heiraten soll. Er meint, eine Friseurin aus Queens als Ehefrau wäre seiner Karriere nicht förderlich. Seine Bilder finden Käufer, indem seine Freunde ihre Bekannten zum Kauf überreden.
Al lernt in einem Laden die vermögende Grace kennen. Sie liest die Lieferadresse ab, die Al im Laden hinterlässt, und erscheint auf einer Party, auf der alle Freunde anwesend sind. Al wird gewalttätig, als ein Mann ihm folgt – der Mann erweist sich als ein Student, der die Hochzeit filmen soll. Anschließend fahren Grace und Al weg, sie verbringen gemeinsam etwas Zeit auf einem Friedhof. Dort gibt Grace Al Ratschläge, wie er seine negative Energie loswerden könne.
Eliot ist homosexuell und alleinstehend. Ein anderer Mann findet ihn attraktiv, Eliot gefällt jedoch nicht, dass der Mann seine Freunde verspottet. Eliot bittet den Mann am Rand der Party, ihm nicht mehr zu folgen.
Al klettert auf die Bahnbrücke, schafft jedoch den Aufstieg nicht. Er fährt zu Carla, die bei Patricia wohnt, und versöhnt sich mit ihr. Die anderen Freunde erscheinen, Ray bittet Patricia um Vergebung für seine Zweifel. Carla bekommt von Al einen Ring, den sie gleich Patricia als Hochzeitsgeschenk zuwirft.

## Produktion, Erfolg
Die Dreharbeiten fanden in New York City – vor allem im Stadtbezirk Queens – statt. 
Der Film spielte in den Kinos der USA ca. 613 Tsd. US-Dollar ein.

## Rezeption

### Kritik
Roger Ebert verglich den Film mit einigen anderen Filmen, die ein Wiedersehen der Menschen im Alter um 30 Jahre thematisieren, darunter mit dem Film Der große Frust. Der Zuschauer wundere sich mindestens während der 30 ersten Filmminuten, wer die Charaktere seien und was sie verbinde. Man erkenne nach und nach die Zusammenhänge und fühle am Ende mit den Charakteren mit. Einige Szenen würden eher wie eine Anreihung von Sketchen als eine durchdachte Handlung wirken. Ebert vermutete, dass der Film eher der Tradition der Wiedersehen-Filme entwachse als die Realität von Queens wiederzugeben.
Peter Travers zitierte in der Zeitschrift Rolling Stone vom 21. Februar 1991 einen Zeitungsartikel, nach dem der in Queens aufgewachsene Drehbuchautor Tony Spiridakis seine eigenen Erfahrungen verarbeitet habe. Travers lobte die Dialoge, aber kritisierte die schlampige („sloppy“) Struktur und die „Sentimentalität“ des Drehbuchs. Die Rollenbesetzung sei „fantastisch“ – Travers erwähnte besonders Joe Mantegna, John Malkovich und Linda Fiorentino. Die Regie sei geschickt („deftly“).

### Auszeichnung
John Malkovich wurde im Jahr 1992 für den Independent Spirit Award nominiert.